# Louay Khraish
 (mai 2024).
La mise en forme du texte ne suit pas les recommandations de Wikipédia : il faut le « wikifier ».
Les points d'amélioration suivants sont les cas les plus fréquents. Le détail des points à revoir est peut-être précisé sur la page de discussion.
- Les titres sont pré-formatés par le logiciel. Ils ne sont ni en capitales, ni en gras.
- Le texte ne doit pas être écrit en capitales (les noms de famille non plus), ni en gras, ni en italique, ni en « petit »…
- Le gras n'est utilisé que pour surligner le titre de l'article dans l'introduction, une seule fois.
- L'italique est rarement utilisé : mots en langue étrangère, titres d'œuvres, noms de bateaux, etc.
- Les citations ne sont pas en italique mais en corps de texte normal. Elles sont entourées par des guillemets français : « et ».
- Les listes à puces sont à éviter, des paragraphes rédigés étant largement préférés. Les tableaux sont à réserver à la présentation de données structurées (résultats, etc.).
- Les appels de note de bas de page (petits chiffres en exposant, introduits par l'outil «  Source ») sont à placer entre la fin de phrase et le point final[comme ça].
- Les liens internes (vers d'autres articles de Wikipédia) sont à choisir avec parcimonie. Créez des liens vers des articles approfondissant le sujet. Les termes génériques sans rapport avec le sujet sont à éviter, ainsi que les répétitions de liens vers un même terme.
- Les liens externes sont à placer uniquement dans une section « Liens externes », à la fin de l'article. Ces liens sont à choisir avec parcimonie suivant les règles définies. Si un lien sert de source à l'article, son insertion dans le texte est à faire par les notes de bas de page.
- La présentation des références doit suivre les conventions bibliographiques. Il est recommandé d'utiliser les modèles {{Ouvrage}}, {{Chapitre}}, {{Article}}, {{Lien web}} et/ou {{Bibliographie}}. Le mode d'édition visuel peut mettre en forme automatiquement les références.
- Insérer une infobox (cadre d'informations à droite) n'est pas obligatoire pour parachever la mise en page.

Pour une aide détaillée, merci de consulter Aide:Wikification.
Si vous pensez que ces points ont été résolus, vous pouvez retirer ce bandeau et améliorer la mise en forme d'un autre article.
 (mai 2024).
Louay Khraish est un scénariste, producteur et professeur de cinéma libano-américain. Il est connu pour le long métrage Arzé.
Louay Khraish est né à Ain Ebel, au Liban.
Il a obtenu son doctorat de l'Université du Texas à Dallas en 2009.
Louay Khraish produit l'hebdomadaire télévisé saoudien Bayn El Wilayat.  La série est tournée dans neuf États et axé sur l'héritage culturel américain. Il a également développé du contenu pour les plateformes numériques du Baynounah Media Group à Abu Dhabi avant de retourner à New York. En 2018, il produit la websérie éducative cinématographique, Film Arabi,.
En 2019, il acquiert les droits d'adaptation de Good Grief de Lolly Winston avec Faissal Sam Shaib, et le scénario qu'ils écrivent basé sur le roman est finaliste au concours de scénario du Festival du film d'Austin.
Il co-écrit et produit le film Arzé avec Faissal Sam Shaib,. Le scénario a été finaliste officiel de la compétition de scénariste pour la première fois aux Van Gogh Awards du Festival du film d'Amsterdam 2018. Le film a été présenté en première au 14e Festival international du film de Pékin et sa première nord-américaine a eu lieu au Tribeca Film Festival,.
Il est consultant sur des scénarios de longs métrages, tels que Solitaire de Sophie Butros , et Peace by Chocolate de Jonathan Keijser.
Il fait partie de jurys dans des festivals, notamment le Festival international du film de Guanajuato au Mexique, le Festival du film africain de Louxor en Égypte et les Arab Film Studio Awards d'Image Nation.
Il écrit pour des publications en ligne telles que Sukoon Magazine  et Raseef22.
Il enseigne des cours de cinéma et de communication à l' Université américaine de Dubaï, au Manhattan College et au City College de New York, où il a développé et enseigné un cours sur le cinéma arabe contemporain.